# 瑪緹娜·卡瓦蕾蘿
瑪緹娜·卡瓦蕾蘿（1990年5月7日—）是一名阿根廷曲棍球運動員，曾代表國家參加2012年倫敦奧運的女子曲棍球比賽，並獲得一面銀牌。